# Santa Cruz do Bispo
Santa Cruz do Bispo is een plaats (freguesia) in de Portugese gemeente Matosinhos en telt 6108 inwoners (2001).